# Edi (Vorname)
Edi ist ein männlicher und weiblicher Vorname.

## Herkunft und Bedeutung
Der Name ist im westeuropäischen Sprachraum eine Kurzform von Eduard, jedoch auch als Kurzform des weiblichen Namens Edith bekannt.

## Bekannte Namensträger
- Edi Glieder (* 1969), österreichischer Fußballspieler und -trainer
- Edi Finger (1924–1989), österreichischer Sportjournalist
- Edi Bär (1913–2008), Schweizer Kapellmeister und Komponist
- Edi Federer (1955–2012), österreichischer Skispringer und Manager
- Edi Rama (* 1964), albanischer Politiker und Künstler
- Edi Rada (1922–1997), österreichischer Eiskunstläufer
- Edi Köhldorfer (* 1966), österreichischer Gitarrist, Komponist, Arrangeur und Buchautor
- Edi Finger junior (1949–2021), österreichischer Sportjournalist und Radiomoderator
- Edi Stecher, österreichischer Gerechter unter den Völkern
- Edi Sudrajat (1938–2006), indonesischer General
- Edi Hans Pawlata (1900–1966), österreichischer Pionier des Kanusport
- Edi Mujan (* 1998), deutsch-US-amerikanischer Fußballspieler